# Велизаде, Абдулла-бек
Абдулла-бек Мешади Асадулла-бек оглы Велизаде (азерб. Abdulla bəy Məşədi Əsədulla bəy oğlu Vəlizadə; 1841, Шуша, Каспийская область, Российская империя — 1912, Шуша, Шушинский уезд, Елизаветпольская губерния, Российская империя) — азербайджанский поэт XIX века, член литературного общества «Меджлиси-фарамушан».

## Биография
Абдулла-бек родился в 1841 году в городе Шуша. Он знал персидский и русский языки. Его отец Мешади Асадулла-бек Хаджи Хасанали-бек оглы Велиев был известен в Шуше как купец, его матерью была Азад-ханым. Он также был младшим братом Мухаммед Али-бека. Абдулла-бек, получивший образование в Шуше, был активным членом литературного кружка «Меджлиси-фарамушан», писал стихи в классическом стиле. Будучи членом «Меджлиси-фарамушан», Абдулла-бек Вализаде подружился с несколькими поэтами и писал с ними стихи. Он также писал стихи с такими поэтами, как Гасанали-хан Карадаги и Фатма-ханым Кяминя. 
Абдулла бек Велизаде скончался в городе Шуше в 1912 году.